# 罗宾·克恩
罗宾·克恩（德語：Robin Kern；1993年10月3日—）是一位德國男職業網球運動員，2011年美國網球公開賽青年組雙打冠軍，當時夥拍另一德國球員尤利安·伦茨。他的單打世界最高排名為350，雙打則為339名。

## 職業生涯
克恩在2011年梅賽德斯盃獲得外卡，首次參加ATP巡回赛，第一輪便兩盤直落輸給法比奧·福尼尼。2012年梅賽德斯盃，他同樣獲得外卡參賽，這次則在第一輪輸給托馬斯·貝魯奇。2013年同樣賽事同樣以外卡資格參賽，這次以6–3, 4–6, 3–6輸給尼尔斯·朗格尔。

## 青年組大滿貫決賽

### 雙打：1 （1冠）
| 賽果 | 年份 | 賽事 | 地面 | 拍擋        | 對手                                    | 比分     |
| ---- | ---- | ---- | ---- | ----------- | --------------------------------------- | -------- |
| 贏   | 2011 | 美網 | 硬地 | 尤利安·伦茨 | 馬克西姆·杜巴倫科 弗拉迪斯拉夫·马纳福夫 | 7–5, 6–4 |